# 184096 Kazlauskas
184096 Kazlauskas este un asteroid din centura principală de asteroizi.

## Descriere
184096 Kazlauskas este un asteroid din centura principală de asteroizi. A fost descoperit pe 16 aprilie 2004 la Moletai de Kazimieras Černis și Justas Zdanavičius. Asteroidul prezintă o orbită caracterizată de o semiaxă mare de 2,62 ua, o excentricitate de 0,07 și o înclinație de 10,4° în raport cu ecliptica.